# Зиало (народ)
Зиало́ (англ., фр. Zialo) — народ в Гвинее, один из народов манде. Говорят на языке зиало.
Насчитывают около 25 тысяч человек, проживающих в юго-восточной части Гвинеи, в префектуре Масента провинции Нзерекоре на юго-востоке Гвинеи. Зона распространения зиало охватывает около 50 деревень, около трети зиало проживает в городах Масента, Гекеду и Конакри.
Письменности зиало не имеют, в официальных целях пользуются французским языком.
Главными сельскохозяйственными культурами зиало являются рис, маниок и таро. Основными предметами торговли остаются кофе и пальмовое масло. Кроме этого, зиало занимаются охотой, ловлей рыбы и речных креветок.
Большинство зиало исповедуют христианство. В крупных селах проживают также группы мусульман, многие зиало остаются анимистами, исповедуя традиционные религии.
Согласно легендам, зиало пришли в лесную Гвинею с юга, с территории нынешней Либерии. Своими ближайшими родственниками зиало считают народы банди в Либерии и менде в Сьерра-Леоне.